# Weihwasserbecken (Brécy)

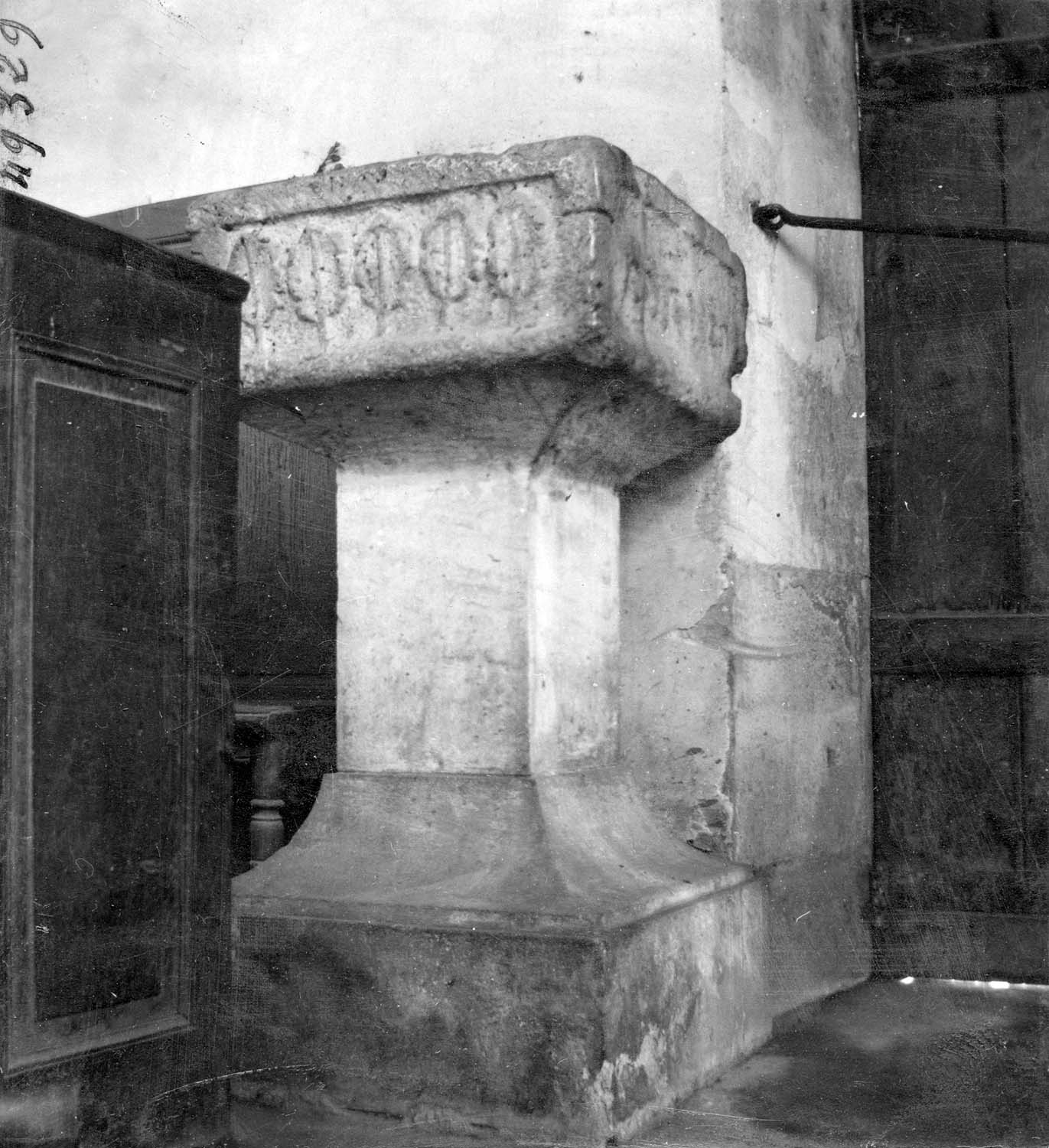
Weihwasserbecken in Brécy

Das Weihwasserbecken in der katholischen Pfarrkirche St-Germain in Brécy, einer französischen Gemeinde im Département Cher in der Region Centre-Val de Loire, wurde im 12. Jahrhundert geschaffen. Im Jahr 1913 wurde das Weihwasserbecken als Monument historique in die Liste der geschützten Objekte (Base Palissy) in Frankreich aufgenommen.
Das Weihwasserbecken aus Marmor von La Celle stammt aus der ehemaligen Templerkommende von Francheville, einem Weiler, der heute zur Gemeinde Brécy gehört.
Es besitzt einen quadratischen Sockel mit rechteckigem Pfeiler, auf dem das quadratische Becken steht. Alle vier Seiten sind mit Blütenmotiven wie Lilien geschmückt.  